# МиГ-17
МиГ-17 (рус. Микоян и Гуревич МиГ-17) је био совјетски ловац и ловац-бомбардер конструисан крајем 1940-их и почетком 1950-их година. Конструисан је у пројектном бироу Артјома Микојана и Михаила Гурјевича.

## Развој
Борбено искуство у Корејском рату је као највећу ману авиона МиГ-15 показало да улазак у заокрет великом брзином доводи до ваљка, који би даље довео до окретања авиона ван контроле. Редизајн је почет да би се отклонио тај проблем, и резултат је био И-330 прототип (познат и као МиГ-15бис/45°) са углом стреле крила од 45 степени при трупу, а 42 степена на спољном дијелу крила. У исто вријеме продужен је труп ради смањења отпора ваздуха, реп је измијењен, и побољшан је унутрашњи распоред и системи авиона. Додати су и подтрупни стабилизатори, и још по један стабилизатор граничног слоја (мали вертикални стабилизатори) на сваком крилу.
Први лет прототипа је изведен 14. јануара 1950. године, а авион је ушао у серијску производњу 1951. Испоруке совјетском РВ су почеле 1952. У односу на МиГ-15, авион је био нешто бржи, стабилнији и покретљивији на већим висинама.
Главне варијанте су биле:
- МиГ-17, са оригиналним ВК-1 мотором као на МиГ-15
- МиГ-17Ф, дневни ловац са мотором ВК-1Ф („Форсировани“) са допунским сагоријевањем
- МиГ-17ПФ, додат радар
- МиГ-17ПФУ, наоружање 4 вођене ракете АРС-212 умјесто топова, радар

По лиценци су израђивани у Пољској (LIM-5P, LIM-5M, LIM-6), Чехословачкој (S-104), и Кини (J-5, JJ-5).
Произведено је укупно 10,367 авиона. И даље лете и сад (2009) (често у кинеској Ј-5 верзији) у саставу РВ сљедећих земаља: Ангола, Мали, Мозамбик, Сјеверна Кореја, Судан и Танзанија.

## У борби
Авиони су се нарочито истакли током Вијетнамског рата у саставу сјеверновијетнамског РВ, иако су сматрани застарјелима на Западу. И кад нису могли да достигну противничке ловце-бомбардере, ови су морали да одбаце своје бомбе да побјегну, чиме би бомбардерска мисија била неуспјех. Такође, приморали су Американце да прате своје бомбардере ловцима.
Неки сјеверновијетнамски пилоти су преферирали МиГ-17 испред МиГ-21. Ово треба гледати у свјетлу чињенице да је МиГ-17 био покретљивији, и добро наоружан поузданим топовима. Неке ране верзије МиГ-21 нису имале топ, већ само двије непоуздане ракете ваздух-ваздух К-13 са инфрацрвеним самонавођењем, које су уз то могле да дјелују само из задње полусфере циља (морале су бити испаљене са положаја иза циља). Ако би обје ракете промашиле, што се често дешавало, МиГ-21 би остајао ненаоружан у близини противника. Због ове мане, и малог долета, индијски пилоти су назвали ране верзије МиГ-21 „наш суперсонични спортски авион“.
Да би се парирало америчкој тактици избјегавања авиона МиГ-17 брзином и вертикалним маневром, МиГ-17 и МиГ-21 су често дјеловали заједно. У покретљивости у хоризонтали је МиГ-17 био бољи од F-4 фантома, а ако би Фантом покушао да побјегне користећи брзину или вертикални маневар, окретао би свој реп са инфрацрвеним одразом мотора према МиГ-21, који би онда искористио ракете К-13 за обарање.
У ратовима на Блиском истоку МиГ-17 је био у саставу РВ арапских земаља. Због неспремности Арапа за рат добар дио авиона је уништен на земљи у рату 1967.

## Корисници
| - Авганистан - Албанија - Алжир - Ангола - Бангладеш - Буркина Фасо - Вијетнам - Гвинеја - Гвинеја Бисао - Египат - Етиопија - Зимбабве - Индонезија - Ирак | - Источна Немачка - Јемен - Камбоџа - Куба - Либан - Мадагаскар - Мађарска - Мали - Мароко - Мозамбик - Монако - Република Кина - Нигер | - Пакистан - Пољска - Република Конго - Румунија - Северна Кореја - Сирија - Сомалија - Шри Ланка - СССР - Судан - Танзанија - Уганда - Чехословачка |  |

## Карактеристике (МиГ-17Ф)
Врста авиона: ловац и ловац-бомбардер
- Посада: један
- Први лет прототипа: 1950.
- Уведен у употребу: 1952.
- Крај употребе:
- Произвођач: конструкциони биро Микојан и Гурјевич

Димензије
- Дужина: 11.26
- Распон крила: 9.63
- Висина: 3.8
- Површина крила: 22.6
- Аеропрофил крила:

Масе
- Празан: 3930
- Оптерећен:
- Највећа полетна маса: 6075

Погонска група
- Мотор: један млазни, Климов ВК-1Ф, потисак 33000 N (око 3200 килограма)
- Однос потисак/тежина: 0.63

## Летне особине
- Највећа брзина: 1145 km/h на 3000 метара
- Крстарећа брзина:
- Радијус дејства: 1980 km (максимални)
- Највећи долет:
- Оперативни врхунац лета: 16600
- Брзина пењања: 65

## Наоружање
- Стрељачко: Један топ 37 mm Н-37 са 40 граната и 2 топа 23 mm НР-23 са по 80 граната по топу. Код верзија с радаром само 3 топа 23 mm, да би се компензирала тежина радара.
- Бомбе и ракете: do 500